# Rio Klondike
O Rio Klondike é um rio afluente do Rio Yukon no Canadá, que recebeu este nome pela corrida de ouro de Klondike. O rio Klondike tem sua nascente na Cordilheira Ogilvie e corre em direção ao Yukon perto de Dawson.
Seu nome é originário da palavra häm T'rondek que significa "percutor" , que eram utilizadas para martelar as estacas usadas nas redes de salmão.
Ouro foi descoberto nas águas do Klondike em 1896 e ainda é extraído atualmente.
Na história de Jack London "A Relíquia do Plioceno" (Coolier's Weekly, 1901), o rio foi mencionado como Reindeer River.

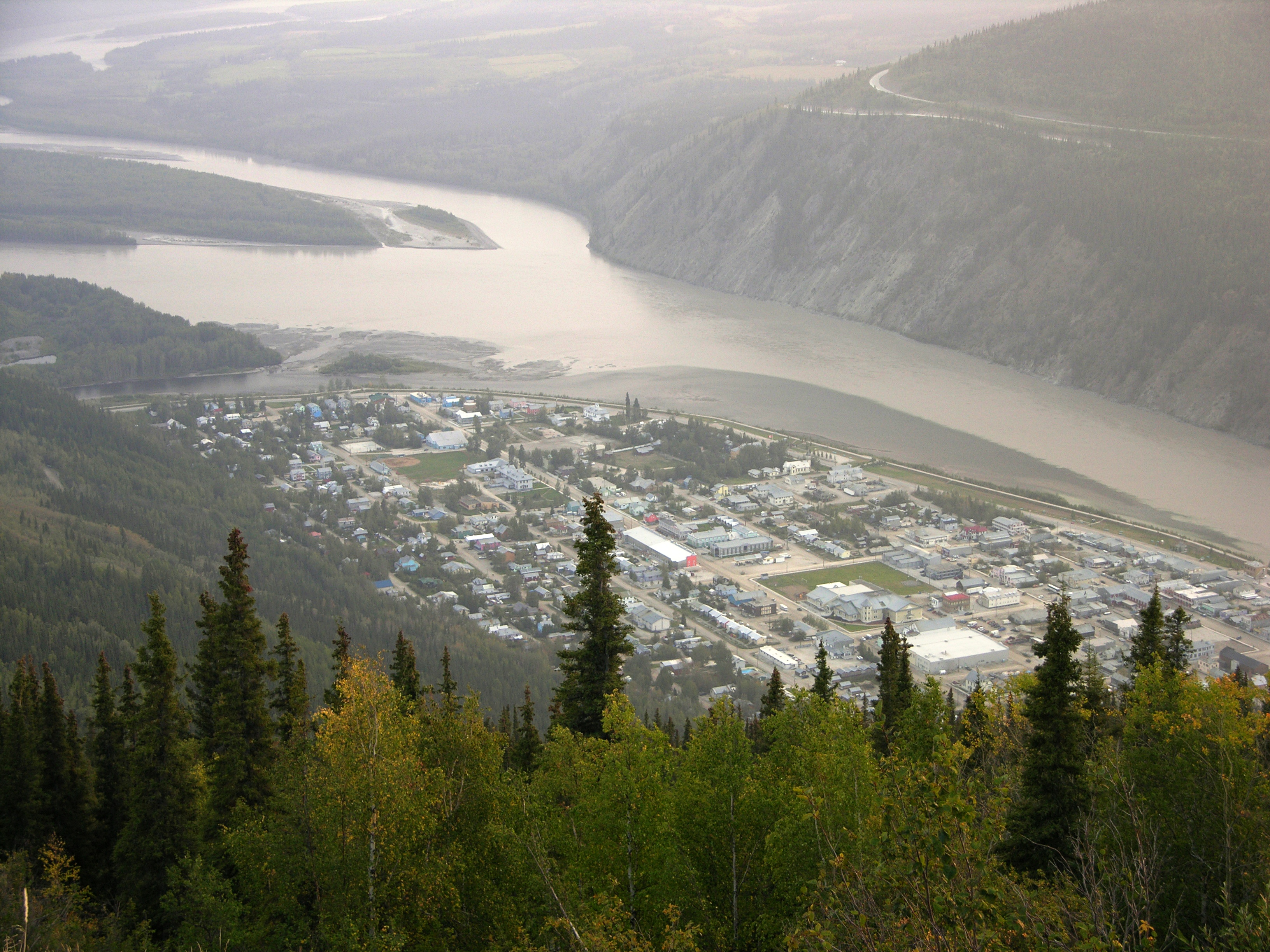
Rio Klondike (esquerda) indo em direção ao Rio Yukon (acima e a direita) em Dawson.
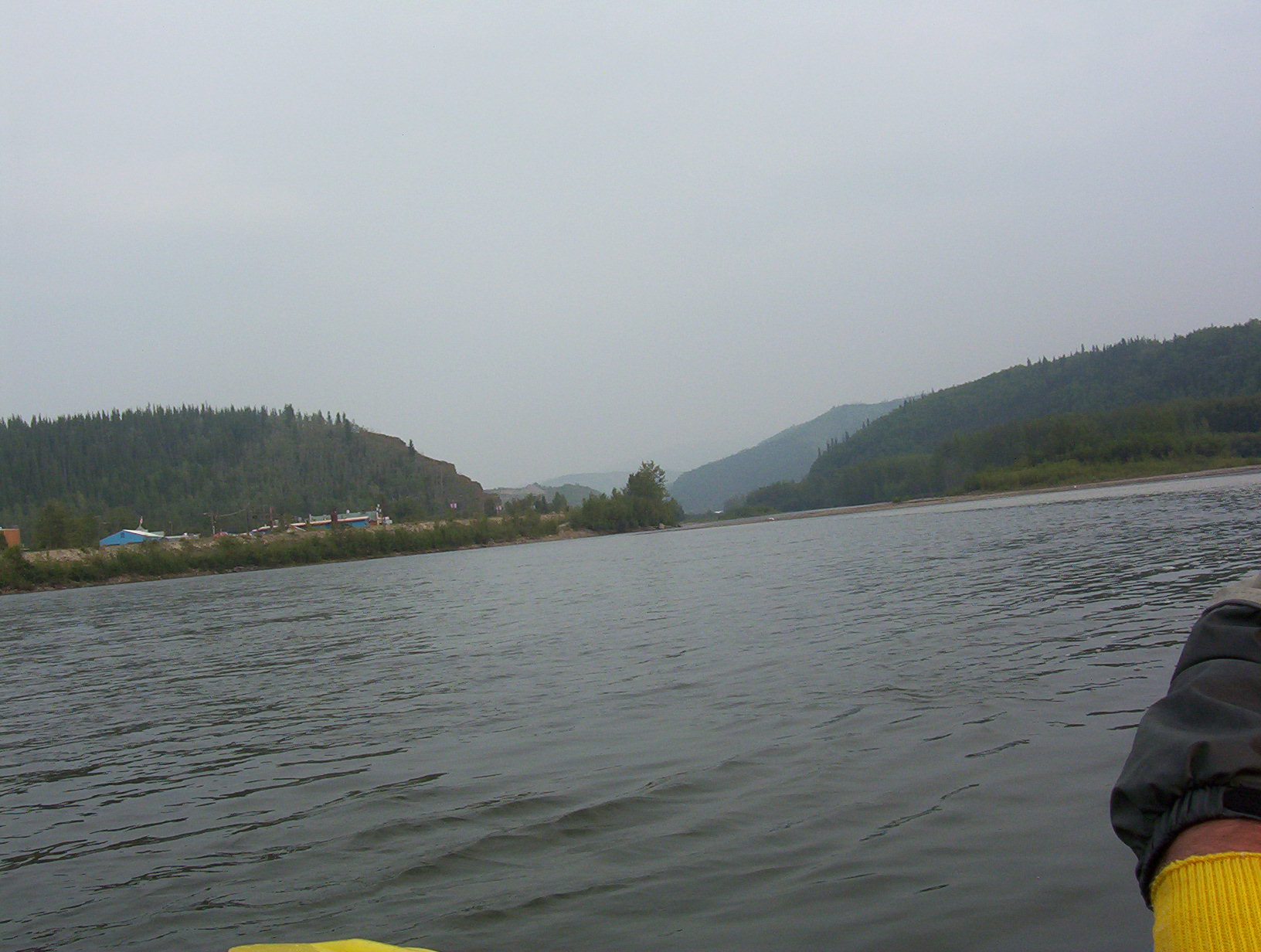
Boca do Klondike no rio Yukon em Dawson